# Bleu de Chanel
Pour les articles homonymes, voir Bleu (homonymie).
 (juillet 2022).
La mise en forme du texte ne suit pas les recommandations de Wikipédia : il faut le « wikifier ».
Les points d'amélioration suivants sont les cas les plus fréquents. Le détail des points à revoir est peut-être précisé sur la page de discussion.
- Les titres sont pré-formatés par le logiciel. Ils ne sont ni en capitales, ni en gras.
- Le texte ne doit pas être écrit en capitales (les noms de famille non plus), ni en gras, ni en italique, ni en « petit »…
- Le gras n'est utilisé que pour surligner le titre de l'article dans l'introduction, une seule fois.
- L'italique est rarement utilisé : mots en langue étrangère, titres d'œuvres, noms de bateaux, etc.
- Les citations ne sont pas en italique mais en corps de texte normal. Elles sont entourées par des guillemets français : « et ».
- Les listes à puces sont à éviter, des paragraphes rédigés étant largement préférés. Les tableaux sont à réserver à la présentation de données structurées (résultats, etc.).
- Les appels de note de bas de page (petits chiffres en exposant, introduits par l'outil «  Source ») sont à placer entre la fin de phrase et le point final[comme ça].
- Les liens internes (vers d'autres articles de Wikipédia) sont à choisir avec parcimonie. Créez des liens vers des articles approfondissant le sujet. Les termes génériques sans rapport avec le sujet sont à éviter, ainsi que les répétitions de liens vers un même terme.
- Les liens externes sont à placer uniquement dans une section « Liens externes », à la fin de l'article. Ces liens sont à choisir avec parcimonie suivant les règles définies. Si un lien sert de source à l'article, son insertion dans le texte est à faire par les notes de bas de page.
- La présentation des références doit suivre les conventions bibliographiques. Il est recommandé d'utiliser les modèles {{Ouvrage}}, {{Chapitre}}, {{Article}}, {{Lien web}} et/ou {{Bibliographie}}. Le mode d'édition visuel peut mettre en forme automatiquement les références.
- Insérer une infobox (cadre d'informations à droite) n'est pas obligatoire pour parachever la mise en page.

Pour une aide détaillée, merci de consulter Aide:Wikification.
Si vous pensez que ces points ont été résolus, vous pouvez retirer ce bandeau et améliorer la mise en forme d'un autre article.
Bleu de Chanel est un parfum pour homme, créé par Jacques Polge pour l'entreprise Chanel en 2010. L'acteur français Gaspard Ulliel a été le premier égérie de Bleu de Chanel et est resté le visage du parfum pendant douze ans, jusqu'à sa mort en janvier 2022. L'acteur Timothée Chalamet lui succède en mai 2023.

## Histoire
« Bleu » a été créé par Jacques Polge en 2010, et c'était le premier parfum masculin lancé par Chanel depuis Allure Homme Sport en 2004, et la première marque maîtresse masculine introduite depuis Égoïste en 1990.
Le parfum original est une eau de toilette; la version eau de parfum de 2014 a également été formulée par Jacques Polge, et la version parfum de 2018 a été formulée par son fils Olivier Polge.

## Composition
Bleu de Chanel est décrit comme un parfum aromatique boisé, qui est identifié par la combinaison « d'herbes aromatiques » et « un centre et une base opulents ». Le parfum contient des notes de tête de citron, de menthe, de poivre rose et de pamplemousse; notes de cœur de gingembre, Iso E Super, noix de muscade et jasmin; et des notes de fond de labdanum, de bois de santal, de patchouli, de vétiver, d'encens, de cèdre et de musc blanc.

## Publicité et sortie
La campagne de marketing de Bleu de Chanel a été présentée comme un exemple de divertissement de marque dans l'industrie de la mode.
L'acteur français Gaspard Ulliel a été annoncé comme le premier égérie de Bleu de Chanel le 16 février 2010,, devenant le premier ambassadeur masculin de Chanel. Une publicité télévisée tourné à New York a été créée en ligne le 25 août 2010 et a ensuite été diffusée à la télévision en septembre 2010. Il a été réalisé par Martin Scorsese et mettait en vedette Ulliel et Ingrid Sophie Schram. Dans la publicité, Ulliel incarne un jeune cinéaste en pleine conférence de presse qui voit son ex-petite amie (Schram) parmi les journalistes et se remémore le passé et le début de leur relation, jusqu'à ce qu'il dise : "I'm not going to be the person I'm expected to be anymore" ("Je ne vais pas être la personne que je suis censée être"), se lève et quitte la pièce. Il a également présenté la chanson "She Said Yeah" des Rolling Stones.
Le chef de l'exploitation américain de Chanel, John Galantic, a noté que la sélection de "le réalisateur américain par excellence" Scorsese visait à créer "une communication de produit et de marque adaptée de manière unique au marché américain", où l'activité de parfums pour hommes de la marque n'était pas pleinement développée.
Le parfum est arrivé dans les magasins le 13 septembre 2010.
Le 5 février 2015, une nouvelle publicité mettant en vedette Ulliel est sortie. Réalisé par James Gray, il a été tourné à Los Angeles et a présenté la couverture de Jimi Hendrix de "All Along the Watchtower" de Bob Dylan,.
Le cinéaste britannique Steve McQueen a réalisé une nouvelle publicité pour Bleu de Chanel sortie le 1er juin 2018. Tourné à Bangkok, il comprenait également des scènes sous-marines tourné à Londres,. Il mettait en scène Ulliel traversant la ville à la recherche d'une femme (interprétée par le mannequin allemand Nur Hellmann) qu'il a vu dans un immeuble devant le sien tandis que "Starman" de David Bowie joue en arrière-plan.
Ulliel a été l'égérie de Bleu de Chanel pendant 12 ans, jusqu'à sa mort le 19 janvier 2022. Après sa mort, les pages Instagram et Facebook officielles de Chanel lui ont rendu hommage. Chanel a également rendu hommage à Ulliel lors de son défilé Haute Couture Printemps/Été 2022 à la Semaine de la mode de Paris le 25 janvier 2022. Une mannequin habillée d'une robe de mariée a terminé le défilé en portant un bouquet de camélias teinté de bleu nuit en guise de clin d'œil à Ulliel et au parfum Bleu de Chanel.
Le 2 juin 2022, Chanel sortait la première publicité de Bleu sans Gaspard Ulliel. Dans la nouvelle publicité intitulée "Instinctive and Electric", un batteur (joué par le musicien Vincent Girault alias De La Romance) joue avec "Fire" de Jimi Hendrix tandis que les lumières de la ville commencent à clignoter au rythme et un mystérieux femme lui montre la ville. En mai 2023, Chanel a annoncé que l'acteur Timothée Chalamet serait le nouvel ambassadeur de Bleu de Chanel.

## Ventes et popularité
Bleu de Chanel était l'un des meilleurs vendeurs de Noël du grand magasin de luxe américain Bloomingdale's en 2010, ainsi que la plus grande première de parfums pour hommes de la chaîne. C'était le deuxième parfum masculin le plus vendu entre janvier et octobre 2011, et entre janvier et août 2012 selon The NPD Group. En 2016, c'était le troisième parfum masculin le plus vendu. En juin 2021, le détaillant britannique The Fragrance Shop a révélé que Bleu de Chanel était le deuxième parfum le plus populaire en Grande-Bretagne.
Selon un sondage réalisé par YouGov entre janvier et avril 2021 auprès de 1025 Français âgés de 18 ans et plus, l'eau de parfum Bleu de Chanel est la 2ème fragrance masculine la plus populaire en France en 2021, et l'eau de toilette Bleu de Chanel obtient la 15ème place.

## Récompenses
| Année | Cérémonie                   | Prix                                 | Résultat |
| ----- | --------------------------- | ------------------------------------ | -------- |
| 2011  | Fragrance Foundation Awards | Best New Male Fragrance              | Lauréat  |
| 2015  | Canadian Fragrance Awards   | Best Full-Market Launch – Men's      | Lauréat  |
| 2019  | Fragrance Foundation Awards | Fragrance of the Year – Men’s Luxury | Lauréat  |
| 2019  | Fragrance Foundation Awards | Media Campaign of the Year – Men's   | Lauréat  |